# Підводна тераса

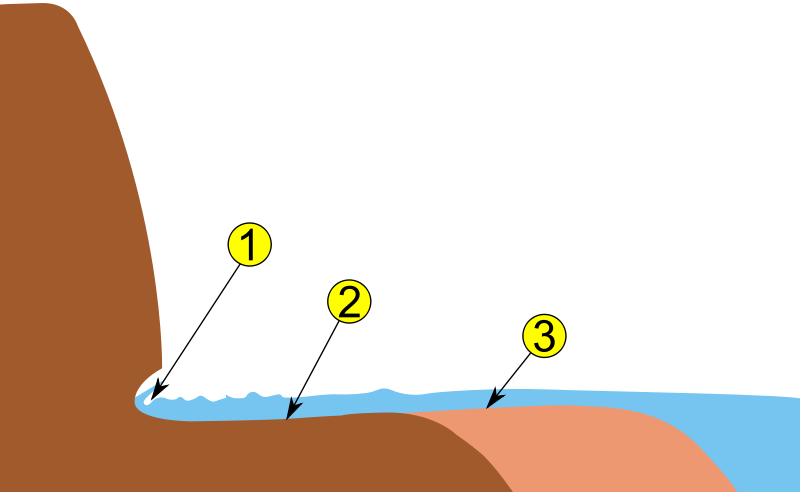
Механізм утворення підводної абразійної тераси: 1 - Абразійна ніша, над якою – обрив морського берега, що утворюється від дії прибою (кліф). 2 - Підводна абразійна тераса. 3 - Акумулятивна тераса.

Тераса підводна (рос. терраса подводная, англ. submarine terrace; нім. untermeerischer Terrasse f, submarine Terrasse f) – горизонтальний або слабко похилий майданчик, створений екзогенними рельєфотвірними процесами, обмежений із зовнішньої сторони порівняно різким перегином поверхні дна – брівкою тераси. Розрізняють Т. п. абразійні, зсувні, ерозійні, затоплені субаеральні (денудаційні, льодовикові, озерні, річкові й ін.), а за будовою вироблені, акумулятивні й змішані.

## Окремі різновиди
ТЕРАСА ПІДВОДНА АБРАЗІЙНА – частина узбережжя, вирівняна дією хвиль (абразією) в корінних породах при коливаннях берегової лінії. По суті це берегова частина суші, що поступово знижується в бік моря і продовжується під його рівнем іноді на десятки кілометрів. Т.п.а. вкрита малопотужними пухкими осадами. Розширення Т.п.а. при стабільному рівні моря відбувається при переміщенні берегової лінії в бік суші внаслідок абразії. Уламковий матеріал, що виникає від руйнування узбережжя, переміщуючись по терасі (платформі), вирівнює її поверхню. Розрізняють пасмову Т.п.а., що формується в дислокованих г.п. різного складу, і ступінчасту Т.п.а., що утворюється при горизонтальному або пологому заляганні пластів г.п. та ін. Велика частина Т.п.а. перебуває під рівнем моря, незначна за площею його частина перед кліфом на березі носить назву штранд (оголена Т.п.а.). Утворений уламковий матеріал перетирається і більша його частина зноситься до підніжжя підводного схилу, де виникає терасовидний майданчик. Син. – бенч, платформа абразійна (берегова).
ТЕРАСА ПІДВОДНА АКУМУЛЯТИВНА – підводне скупчення наносів біля підніжжя абразивного підводного берегового схилу. З боку моря обмежена відносно крутим схилом.